# Los Angeles Film Critics Association Awards 2015
La 41ª edizione dei Los Angeles Film Critics Association Awards si è tenuta il 6 dicembre 2015, per onorare il lavoro nel mondo del cinema per l'anno 2015.

## Premi
Miglior film
- Il caso Spotlight (Spotlight), regia di Tom McCarthy
  - 2º classificato: Mad Max: Fury Road, regia di George Miller

Miglior attore
- Michael Fassbender - Steve Jobs
  - 2º classificato: Géza Röhrig - Il figlio di Saul (Saul fia)

Miglior attrice
- Charlotte Rampling - 45 anni (45 Years)
  - 2º classificato: Saoirse Ronan - Brooklyn

Miglior regista
- George Miller - Mad Max: Fury Road
  - 2º classificato: Todd Haynes - Carol

Miglior attore non protagonista
- Michael Shannon - 99 Homes
  - 2º classificato: Mark Rylance - Il ponte delle spie (Bridge of Spies)

Miglior attrice non protagonista
- Alicia Vikander - Ex Machina
  - 2º classificato: Kristen Stewart - Sils Maria (Clouds of Sils Maria)

Miglior sceneggiatura
- Tom McCarthy e Josh Singer - Il caso Spotlight (Spotlight)
  - 2º classificato: Charlie Kaufman - Anomalisa

Miglior fotografia
- John Seale - Mad Max: Fury Road
  - 2º classificato: Edward Lachman - Carol

Miglior scenografia
- Colin Gibson - Mad Max: Fury Road
  - 2º classificato: Judy Becker - Carol

Miglior montaggio
- Hank Corwin - La grande scommessa (The Big Short)
  - 2º classificato: Margaret Sixel - Mad Max: Fury Road

Miglior colonna sonora
- Carter Burwell - Anomalisa e Carol
  - 2º classificato: Ennio Morricone - The Hateful Eight

Miglior film in lingua straniera
- Il figlio di Saul (Saul fia), regia di László Nemes  ·   Ungheria
  - 2º classificato: The Tribe (Плем'я), regia di Myroslav Slaboshpytskiy  ·   Ucraina

Miglior film d'animazione
- Anomalisa, regia di Charlie Kaufman
  - 2º classificato: Inside Out, regia di Pete Docter e Ronnie del Carmen

Miglior documentario
- Amy, regia di Asif Kapadia
  - 2º classificato: The Look of Silence, regia di Joshua Oppenheimer

New Generation Award
- Ryan Coogler - Creed - Nato per combattere (Creed)

Career Achievement Award
- Anne V. Coates

Menzione speciale
- David Shepard